# 替身 (張宇音樂專輯)
替身，是臺灣男歌手兼唱作人張宇的第十二張專輯，在2001年7月1日正式發行。

2001年－【替身】由喜得製作，EMI發行。
- 01.替身（年代ERA九點檔輝煌大戲【大宅門】主題曲）

- 02.不像你

- 03.高枕無憂

- 04.有伴

- 05.快樂是不好的

- 06.貴氣逼人（亞洲第一線上遊戲【龍族】主題曲）

- 07.對摺

- 08.登到舊愛人

- 09.真面目

- 10.長長久久